# Opuschki (Kaliningrad, Osjorsk)
Opuschki (russisch Опушки, deutsch Wolfshöhe) ist ein Ort in der russischen Oblast Kaliningrad. Er gehört zur kommunalen Selbstverwaltungseinheit Munizipalkreis Osjorsk im Rajon Osjorsk.

## Geographische Lage
Opuschki ist der westlichste Ort des Rajon Osjorsk. Er liegt 25 Kilometer westlich der Rajonstadt Osjorsk (Darkehmen/Angerapp) an der Kommunalstraße 27K-193, die Ablutschje (Kurkenfeld) an der Regionalstraße 27A-025 (ex R508) mit Korolenkowo (Oschkin/Oschern) an der Regionalstraße 27A-037 (ex A197) verbindet. Eine Bahnanbindung besteht nicht mehr. Vor 1945 war das damalige Wolfshöhe Bahnstation an der Strecke von Insterburg (russisch: Tschernjachowsk) nach Nordenburg (Krylowo) der Insterburger Kleinbahnen, deren Streckennetz nicht mehr existiert.

## Geschichte
Der Gutsbezirk Wolfshöhe gehörte seit 1874 zum neu eingerichteten Amtsbezirk Abellienen (heute russisch: Belinskoje) im Kreis Gerdauen. Im Jahre 1910 zählte Wolfshöhe 126 Einwohner. Am 30. September 1928 wurde der Gutsbezirk Wolfshöhe in die Landgemeinde Plagbuden (russisch nach 1945: Uslowoje, nicht mehr existent) eingegliedert.
Im Januar 1945 wurde der Ort von der Roten Armee besetzt. Die neue Polnische Provisorische Regierung ging zunächst davon aus, dass er mit dem gesamten Kreis Gerdauen unter ihre Verwaltung fallen würde. Im Potsdamer Abkommen (Artikel VI) von August 1945 wurde die neue sowjetisch-polnische Grenze aber unabhängig von den alten Kreisgrenzen anvisiert, wodurch der Ort unter sowjetische Verwaltung kam. Die polnische Umbenennung des Ortes in Wilcze Pole im März 1947 wurde (vermutlich) nicht mehr wirksam. Im November 1947 erhielt er den russischen Namen Opuschki und wurde gleichzeitig dem Dorfsowjet Nekrassowski selski Sowet im Rajon Osjorsk zugeordnet. Von 2008 bis 2014 gehörte Opuschki zur Landgemeinde Nowostrojewskoje selskoje posselenije, von 2015 bis 2020 zum Stadtkreis Osjorsk und seither zum Munizipalkreis Osjorsk.

## Kirche
Die Bevölkerung Wolfshöhes war vor 1945 überwiegend evangelischer Konfession. Das Dorf war in das Kirchspiel Karpowen (1938–1946 Karpauen, seit 1946: Nekrassowo) eingepfarrt und lag im Kirchenkreis Darkehmen (1938–1946 Angerapp, seit 1946: Osjorsk) in der Kirchenprovinz Ostpreußen der Kirche der Altpreußischen Union. 
Nach dem Verbot kirchlichen Lebens in der Zeit der Sowjetunion bildeten sich in der seit 1991/92 russischen Oblast Kaliningrad wieder zahlreiche evangelische Gemeinden. Opuschki liegt im Einzugsbereich der Gemeinde in Tschernjachowsk (Insterburg) und gehört zur neu gebildeten Propstei Kaliningrad in der Evangelisch-Lutherischen Kirche Europäisches Russland (ELKER).